# 硫化钪
硫化钪是一种无机化合物，化学式为Sc2S3。它是黄色固体。

## 结构
Sc2S3的晶体结构和氯化钠结构相似，基于立方密集排列的阴离子。但氯化钠阴离子晶格中的所有八面体空隙被其阳离子占据，而Sc2S3留出了1/3的空隙。其空位有序且复杂，这产生了大的空间群Fddd下的正交晶胞。

## 制备
金属硫化物通常可以通过加热两种元素使其化合的方法制得，但对于硫化钪，化合法主要生成一硫化钪（ScS）。硫化钪主要通过在硫化氢气氛中加热石墨坩埚中的氧化钪（≥1550°C, 2-3h）得到。产物通过化学气相转移法得到，转移剂为碘，温度950°C。
Sc2O3 + 3H2S → Sc2S3 + 3H2O
三氯化钪和干燥硫化氢加热反应也能得到产物：
2 ScCl3 + 3 H2S → Sc2S3 + 6 HCl

## 反应
在1100 °C以上，Sc2S3失去硫，生成非化学计量比的化合物，如Sc1.37S2。